# 王天辰
王天辰（Wang Tian Chen，1993年2月4日—），中國男演員。

## 簡歷
王天辰畢業於上海戲劇學院表演系，2014年曾参加《第六届上海戏剧学院戏剧小品大赛》（纳海杯），所表演的小品《我是实习兵》奪得三等奖，而其个人则获得最佳风尚奖。2015年，他參演首部电影《保持沉默》，2016年便與华谊兄弟时代文化经纪有限公司签约，成为旗下签约艺人；同年亦在古装武侠剧《孤芳不自赏》中饰演「番麓」一角而受到关注。2017年，他於剧情电影《芳華》裡擔演男二号「陈灿」，同年也演出青春励志剧《歸去來》。

## 演出作品

### 电视剧
| 首播年份 | 剧名                   | 角色   |
| 2017年   | 孤芳不自赏             | 番麓   |
| 2018年   | 歸去來                 | 成然   |
| 2018年   | 唐磚（網絡劇）         | 云烨   |
| 2019年   | 時空來電（網絡劇）     | 顾明哲 |
| 2021年   | 光荣与梦想             | 李沛鈴 |
| 2021年   | 百炼成钢               | 曹火星 |
| 2021年   | 我是真的爱你           | 严直   |
| 2021年   | 雪中悍刀行             | 赵珣   |
| 2021年   | 对手                   | 丁晓禾 |
| 2022年   | 超越                   | 张浩宇 |
| 2022年   | 超时空罗曼史（網絡劇） | 李龙大 |
| 2023年   | 人生之路               | 高双星 |
| 2024年   | 烟火人家               | 周到   |
| 2024年   | 庆余年2                | 李弘成 |
| 2024年   | 冬至（網絡劇）         | 文鹏   |
| 2025年   | 白色橄榄树             | 本杰明 |
| 待播     | 一身孤注掷温柔         | 霍仲祺 |
| 待播     | 烟花少年               | 夏雷   |
| 待播     | 实用主义者的爱情       |        |
| 待播     | 依然的喜事（網絡劇）   | 陈柏喜 |

### 电影
| 上映年份 | 电影名       | 角色   |
| 2017年   | 芳华         | 陈灿   |
| 2019年   | 保持沉默     | 秦刚   |
| 2019年   | 我和我的祖国 | 小号手 |
| 2021年   | 1921         | 许阿梅 |
| 2024年   | 彷徨之刃     | 赵毅   |
| 待上映   | 四渡         |        |

### 綜藝節目
| 首播年份 | 節目名   | 備註   |
| 2018年   | 跨界歌王 | 參加者 |

## 外部連結
- 王天辰的新浪微博
- 王天辰的instagram